# Ipomopsis ramosa
Ipomopsis ramosa är en blågullsväxtart som beskrevs av Al Schneid. och Bregar. Ipomopsis ramosa ingår i släktet Ipomopsis och familjen blågullsväxter. Inga underarter finns listade i Catalogue of Life.